# Ferdinand Goethals
Ferdinand Goethals, né à Courtrai le 7 décembre 1786 et mort à Courtrai le 23 mars 1860, est un homme politique belge.

## Biographie
Frère de Jean Goethals et beau-frère d'Adolphe Bischoff, il est le père de Paul Goethals et le grand-père d'Edmond Goethals.

## Fonctions et mandats
- Membre du Congrès national : 1830-1831

## Sources
- Carl BEYAERT, Biographies des membres du Congrès national, Brussel, 1930, p. 77
- T. SEVENS, De Kortrijkse familie Goethals, in: Handelingen van de koninklijke geschied- en oudheidkundige kring van Kortrijk, t. V, 1926, p. 20, 27-29.